# Collision aérienne de 2019 en Alaska
Le 13 mai 2019, un hydravion de type De Havilland Canada DHC-2 Beaver, exploité par Mountain Air Service, est impliqué dans une collision en vol avec un autre hydravion, de type de Havilland Canada DHC-3 Otter, exploité par Taquan Air (en), au-dessus de la baie de George Inlet (en), en Alaska, aux États-Unis. 
Le DHC-2 se disloque en vol, ne laissant aucun survivant parmi le pilote et les quatre passagers à bord. Malgré des dommages importants à l'appareil, le pilote du DHC-3 parvient à garder un contrôle partiel et à effectuer un atterrissage d'urgence, laissant le pilote légèrement blessé, neuf passagers grièvement blessés et un passager succombant à ses blessures. 
Les deux avions effectuaient des vols touristiques, tous les deux au départ de l'hydrobase du port de Ketchikan (en), et opéraient selon les règles de vol à vue, qui stipulent que le pilote de chaque aéronef est responsable d'assurer visuellement une séparation adéquate avec le reste du trafic aérien, ce qui communément appelée le « voir et éviter ».

## Avion et équipage
Le premier appareil est un De Havilland Canada DHC-2 Beaver, immatriculé N952DB (numéro de série 237), détenu et exploité par Mountain Air Service LLC depuis 2012. Il a été fabriqué en 1951, est équipé de flotteurs fabriqués par Edo Aircraft Corporation (en) et totalise 16 452 heures de vol au moment de sa dernière inspection annuelle, le 16 avril 2019. Le deuxième avion est un de Havilland Canada DHC-3 Turbine Otter, immatriculé N959PA (numéro de série 159), fabriqué en 1956, propriété de Pantechnicon Aviation Ltd. depuis 2012 et exploité par Taquan Air (en) depuis 2016. Il était également équipé de flotteurs fabriqués par Edo Aircraft Corporation, et cumulé 30 297 heures de vol lors de sa dernière inspection annuelle, le 30 avril 2019.
Les deux avions opéraient selon les dispositions du 14 CFR. Partie 135, en tant que vols touristiques effectués à la demande selon les règles de vol à vue (VFR). Aucun des avions ne transportait, ni n'était tenu de transporter, un enregistreur phonique (CVR) ou un enregistreur de paramètres (FDR).
Le pilote du DHC-2 est Randy Sullivan (46 ans). Il était titulaire d'un certificat de pilote professionnel et d'un certificat d'instructeur de vol, de qualifications pour les hydravions monomoteurs ou multimoteurs ainsi que d'un certificat médical de deuxième catégorie valide et sans limitation particulière. Ses dossiers de vol personnels n'ont pas pu être retrouvés, mais il avait déclaré environ 11 000 heures de vol à son actif lors de son dernier examen médical. Il était également le propriétaire et l'unique pilote de Mountain Air Service.
Le pilote du DHC-3 est Lou Beck (60 ans). Il était titulaire d'un certificat de pilote de ligne et d'un certificat d'instructeur de vol, ainsi que d'une qualification pour les hydravions monomoteurs et d'un certificat médical de première catégorie valide, avec une limitation exigeant le port de verres correcteurs. Il avait été embauché par Taquan Air (en) en 2018 et volait pour la compagnie aérienne principalement pendant les mois d'été. Selon les archives de la compagnie, il totalisait environ 25 000 heures de vol, dont environ 15 000 heures en tant que commandant de bord .

## Déroulement de l'accident

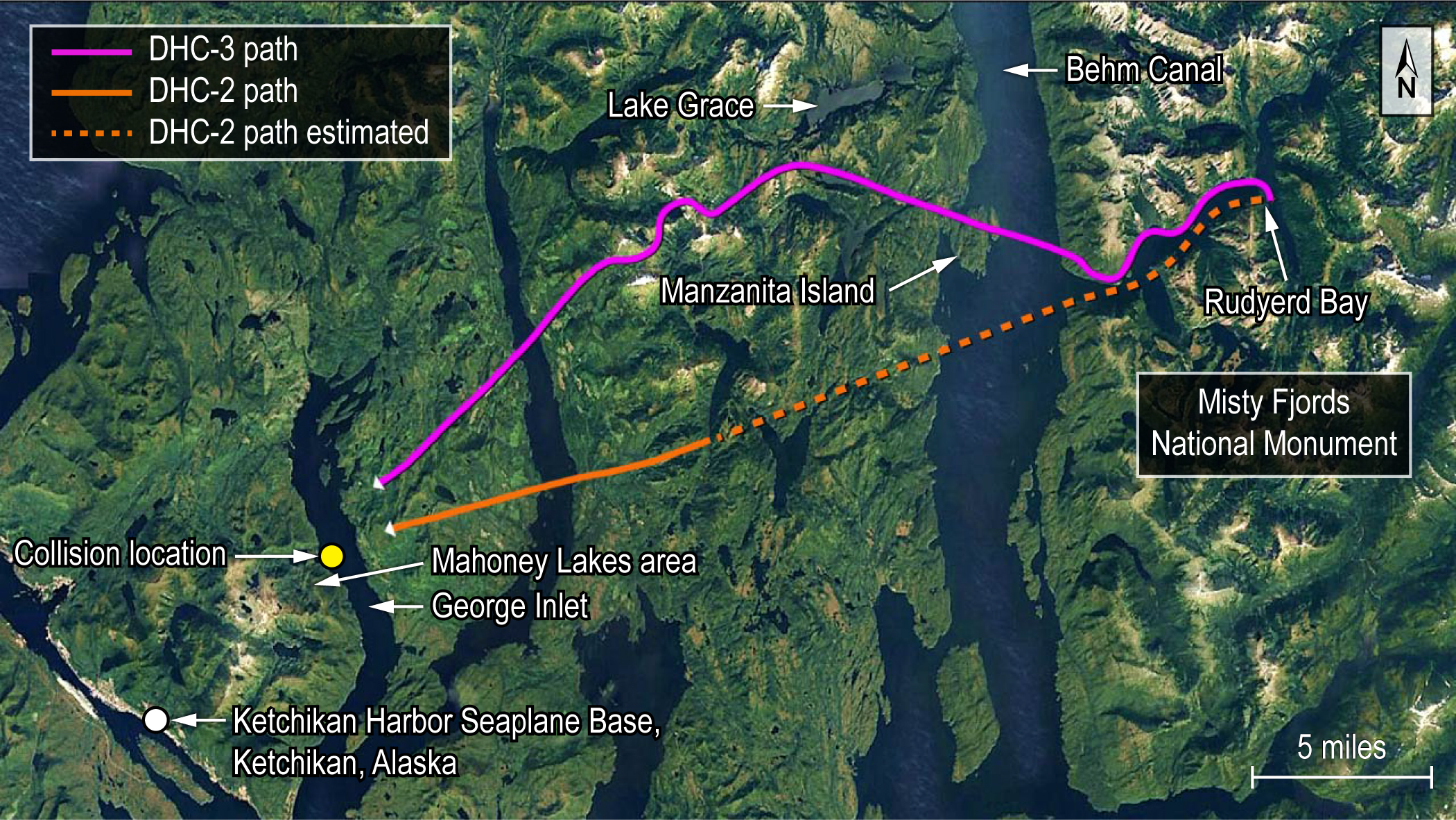
Illustration des trajectoires de vol de N952DB (ligne orange) et N959PA (ligne rose) avant la collision.

Au moment de l'accident, les deux avions retournaient à l'hydrobase du port de Ketchikan (en), à environ 11 km vers le sud-ouest, après avoir effectués des vols touristiques locaux, dans la région du Monument national Misty Fiords, au profit des passagers d'un navire de croisière de la compagnie maritime Princess Cruises, amarré à Ketchikan, en Alaska. 
Le DHC-2 volait à 107 nœuds (198 km/h), à une altitude d'environ 3 350 pieds (1 020 m), tandis que le DHC-3 descendait progressivement à une vitesse de 126 nœuds (233 km/h), à partir d'une altitude de 3 700 pieds (1 100 m). Les conditions météorologiques exigeaient des pilotes de voler selon les règles de vol à vue. 
Bien que le DHC-3 était équipé d'un système d'avertissement de collision, de type ADS-B, le pilote n'a perçu aucune alarme l'avertissant d'une éventuelle collision et, à 12h21, heure locale, les deux avions sont entrés en collision à une altitude d'environ 3 350 pieds (1 020 m). L'un des passagers du DHC-3 aurait aperçu l'autre avion avant la collision et aurait crié « Remontez ! Remontez ! » avant l'impact. La violence du choc a brisé le pare-brise et arraché la porte arrière gauche du DHC-3. 
Le DHC-2 s'est disloqué en plein vol, créant un champ de débris d'environ 610 m sur 305 m, à environ 3 km au sud-ouest de l'épave du DHC-3. Le fuselage, l'empennage et les différents éléments de la structure du DHC-2 se sont détachés les uns des autres, et l'aile droite présentait des dommages correspondant aux impacts des pales d'une hélice. Le pilote et les 4 passagers présents à bord ont tous été tués.
Le DHC-3 a piqué à un angle d'environ 40°, mais le pilote a réussi à conserver un contrôle partiel et à effectuer un atterrissage d'urgence dans la baie de George Inlet (en). Lors de l'atterrissage, les flotteurs se sont séparés de l'avion, et la cabine s'est immédiatement remplie d'eau, via la porte arrière gauche arrachée et le pare-brise manquant, et a commencé à couler. 
Le pilote a subi des blessures à la tête lors de la collision et de l'atterrissage, mais a pu ouvrir la porte arrière droite et aider les passagers à sortir. Le pilote et les passagers survivants ont été secourus par un plaisancier à proximité à bord d'un petit skiff, qui a immédiatement appelé les Garde côtière des États-Unis et a transporté les survivants jusqu'au rivage, avant qu'un un bateau et un hélicoptère de la Garde côtière n'arrive sur les lieux de l'accident. La passagère assise sur le siège avant droit a été grièvement blessée, et a été vue immobile et affalée sur son siège lorsque l'avion a coulé. Par la suite, il a été déterminé que la principale cause de son décès était un traumatisme contondant à la tête, la noyade étant un facteur contributif.
Le DHC-3 s'est immobilisé sous l'eau, à une profondeur d'environ 80 pieds (24 m). Le fuselage à l'avant de la cloison séparant la cabine passagers du cockpit a été retrouvé en grande partie détaché de l'arrière du fuselage, et le côté avant gauche du fuselage était plus gravement endommagé que le côté droit. Deux des pales de l'hélice étaient partiellement cassées, tandis que toutes les trois étaient pliées et tordues d'une manière compatible avec un contact rotatif violent avec un objet solide, et portaient également des traces de peinture blanche.

## Enquête
En avril 2021, le Conseil national de la sécurité des transports américain (NTSB) attribue l'accident aux limites inhérentes au concept du « voir et éviter », ainsi qu'à l'absence d'alertes des systèmes d'affichage du trafic dans les deux appareils. 
En raison de l'angle d'approche, la vue du pilote du DHC-2 a été obstruée par la structure de l'avion et le passager assis sur le siège de droite, tandis que le DHC-2 a été bloqué de la vue du pilote du DHC-3 par le montant de la fenêtre avant gauche du cockpit. 
Les deux avions étaient équipés du système ADS-B, mais la fonction d'alerte automatique du DHC-3 avait été désactivée à la suite d'un changement d'équipement, tandis que les fonctions d'alerte du système du DHC-2 ne se sont pas déclenchées parce que les systèmes de bord du DHC-3 ne diffusaient pas l'altitude de l'avion. 
Le NTSB a également identifié la check-list prévol de Taquan Air comme inadéquate ainsi que l'échec de la Federal Aviation Administration (FAA) à exiger de la compagnie aérienne qu'elle mette en œuvre un système de gestion de la sécurité comme étant des facteurs contributifs à l'accident.

## Médias
L'accident a fait l'objet d'un épisode dans la série télévisée Air Crash nommé « Sans crier gare » (saison 24 - épisode 4).